# Trochalus insignis
Trochalus insignis är en skalbaggsart som beskrevs av Moser 1918. Trochalus insignis ingår i släktet Trochalus och familjen Melolonthidae. Inga underarter finns listade i Catalogue of Life.